# 1888 Zu Chong-Zhi
1888 Zu Chong-Zhi је астероид главног астероидног појаса чија средња удаљеност од Сунца износи 2,547 астрономских јединица (АЈ).
Апсолутна магнитуда астероида је 11,7.